# Mary Locke Petermann
Pour les articles homonymes, voir Petermann.
Mary Locke Petermann (25 février 1908 - 13 décembre 1975) est une biochimiste cellulaire américaine connue pour son rôle clé dans la découverte et la caractérisation des ribosomes animaux, les complexes moléculaires qui effectuent la synthèse des protéines. Elle est la première femme à devenir professeure titulaire à la faculté de médecine de l'université Cornell.

## Enfance et éducation
Mary Petermann est née le 25 février 1908 à Laurium, Michigan, d'Anna Mae Grierson et d'Albert Edward Petermann, directeur général de la Calumet and Hecla Consolidated Copper Company à Calumet (Michigan).
Elle fréquente la Calumet High School et l'école préparatoire du Massachusetts, puis obtient son diplôme de Smith College en 1929 avec mention très bien en chimie. Elle fait ensuite une pause dans ses études pour travailler durant une année à l'université Yale comme technicienne de recherche, puis elle passe quatre années de recherche sur le déséquilibre acide-base chez les patients psychiatriques à l'hôpital psychiatrique de Boston. En 1936, elle entame des études doctorales en chimie physiologique à l'université du Wisconsin. En 1939, elle obtient un doctorat pour son travail de thèse sur le rôle du cortex surrénal dans la régulation ionique.

## Carrière
Après avoir obtenu son doctorat, elle est restée à l'université du Wisconsin. Elle devient la première femme chimiste du personnel de leur département de chimie physique et y reste en tant que chercheuse postdoctorale jusqu'en 1945. Au Wisconsin, elle effectue des recherches sur la chimie physique des protéines avec John Warren Williams et Alwin M. Pappenheimer (en), notamment l'analyse des interactions anticorps-antigène, en particulier celles entre la toxine diphtérique et l'antitoxine. En utilisant l'ultracentrifugation, ils ont montré qu'environ 2/3 de l'antitoxine diphtérique native (déterminée plus tard comme étant la portion Fc de l'IgG) était "inactive" - elle pouvait être éliminée par un traitement à la protéase et l'antitoxine pouvait encore lier deux molécules d'antigène, donc les sites de liaison doivent être proches les uns des autres. Ses recherches sur les anticorps ont contribué à la détermination de la structure des immunoglobulines par Rodney Porter, pour laquelle il reçoit le prix Nobel en 1972. Elle a également étudié l'albumine sérique humaine pour le Comité de la recherche médicale du Conseil national de la recherche de la défense pendant la Seconde Guerre mondiale, développant des moyens de purifier l'albumine pour l'utiliser comme substitut sanguin.
En 1945, elle prend un poste de chimiste au Memorial Hospital de New York, étudiant le rôle des protéines plasmatiques dans les métastases, puis est allée faire des recherches sur le rôle des nucléoprotéines dans le cancer au tout nouvel Institut Sloan-Kettering pour la recherche sur le cancer en 1946. Initialement boursière de la Fondation Finney-Howell, elle est promue membre associé en 1960 et membre à part entière en 1963, première femme membre à part entière de l'Institut Sloan-Kettering.
Tout en travaillant à Sloan-Kettering, elle a également enseigné la biochimie à la division Sloan-Kettering de la Graduate School of Medical Sciences de l'université Cornell et devient la première femme professeure titulaire de Cornell.
Elle reçoit le prix Sloan pour la recherche sur le cancer en 1963 et utilise l'argent du prix pour voyager en Europe afin de donner des conférences et travailler dans le laboratoire du lauréat du prix Nobel Arne Tiselius. En 1966, l'American Chemical Society lui décerne la médaille Garvan, une distinction nationale accordée aux femmes ayant apporté une contribution exemplaire à la chimie.
Elle est l'autrice d'une centaine d'articles ainsi que d'un livre, The Physical and Chemical Properties of Ribosomes (1964).
Elle prend sa retraite de Cornell en 1973, puis fonde la Memorial Sloan Kettering Cancer Association for Professional Women, dont elle est la première présidente.

## Recherche sur le ribosome
Mary Petermann est la première personne à isoler les ribosomes animaux, les sites de synthèse des protéines. Lors de travaux antérieurs utilisant le fractionnement cellulaire pour étudier le contenu des cellules animales, Albert Claude a trouvé un pool de particules contenant des acides nucléiques et des protéines qu'il a appelé "microsomes". "Pour purifier davantage les composants, elle utilise une technique appelée ultracentrifugation différentielle pour séparer les composants des homogénats de rate et de foie de souris en fonction de leur vitesse de sédimentation relative (liée à leur taille).
Plus tard, la microscopie électronique réalisée par Philip Siekevitz et George Palade montrera que les "microsomes" d'origine étaient des fragments du réticulum endoplasmique, parsemés de ribosomes. Petermann avait pu isoler des ribosomes purs parce que les vitesses de centrifugation élevées qu'elle utilisait pour sédimenter les molécules dans une solution de sucre à haute densité éjectaient des fragments du réticulum endoplasmique. Les petites particules qu'elle a isolées ont été appelées "particules de Petermann" avant d'être formellement nommées "ribosomes" lors d'une réunion de la Biophysical Society (en) en 1958. En plus d'isoler les ribosomes, elle travaille avec Mary Hamilton pour caractériser leurs propriétés physiques et chimiques.

## Vie ultérieure
Mary Petermann ne s'est jamais mariée ni n'a eu d'enfants. Elle décède d'un cancer le 13 décembre 1975, à l'âge de 67 ans, à l'hôpital American Oncologic Hospital de Philadelphie. En 1976, la Educational Foundation de l'Association for Women in Science nomme une bourse d'études supérieures en son honneur.

## Distinctions et récompenses
- Prix Sloan pour la recherche sur le cancer, 1963[1]
- Médaille Garvan, American Chemical Society, 1966[6]
- Doctorat honorifique, Smith College[1]
- Prix du service distingué, American Academy of Achievement[1]
- Bourse de la Fondation Rockefeller[7]
- Élu membre de l'Académie des sciences de New York[7]

## Articles clés
- Mary Petermann, Mary L. ; Hamilton, Mary G. (1er mai 1952). "An Ultracentrifugal Analysis of the Macromolecular Particles of Normal and Leukemic Mouse Spleen". Recherche sur le cancer. 12 (5) : 373-378.  (ISSN 0008-5472). PMID 14925948.
- Mary Petermann, M. L. ; Pappenheimer, A. M. (janvier 1941). "The Ultracentrifugal Analysis of Diphtheria Proteins". The Journal of Physical Chemistry. 45 (1) : 1-9. DOI 10.1021/j150406a001. ISSN 0092-7325.